# Hystérotomie

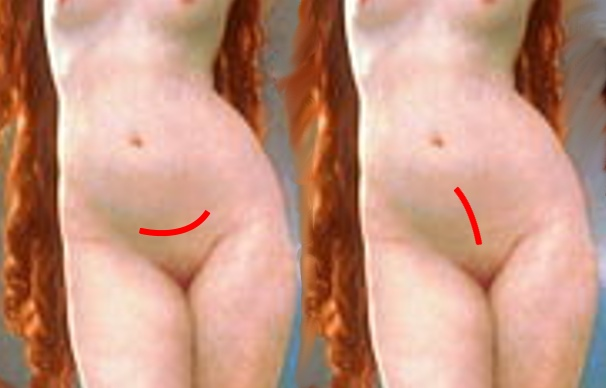
Césarienne horizontale et verticale (en rouge) schématisées sur La Naissance de Vénus de William-Adolphe Bouguereau

Ne doit pas être confondu avec Hystérectomie.
L'hystérotomie est le fait d'inciser l'utérus, le plus souvent lors d'une césarienne. Elle est le plus souvent transversale et située au niveau du segment inférieur de l'utérus, hystérotomie segmentaire. Plus rarement, elle peut être verticale, segmento-corporéale ou corporéale.